# Skärholmen (postort)
Skärholmen är en postort i Söderort inom Stockholms kommun. Den sammanfaller med Skärholmens stadsdelsområde och Skärholmens församling, alltså stadsdelarna Bredäng, Skärholmen, Sätra och Vårberg. Därtill kommer en mindre del av stadsdelen Vårby (Lammholmsbacken) i Huddinge kommun. 
Postnumren ligger i serien 127 XX.
Postorten inrättades med egen postadress år 1964 och det första postkontoret öppnades i Bredäng detta år. Tidigare hade Hägersten och Vårby använts som postadresser i det då glest befolkade området. Det har funnits totalt fyra postkontor inom Skärholmen, ett i varje stadsdelscentrum. Dessa är numera ersatta av postombud.